# Batagur borneoensis
Batagur borneoensis là một loài rùa trong họ Emydidae. Loài này được Schlegel & Müller mô tả khoa học đầu tiên năm 1844.

## Hình ảnh

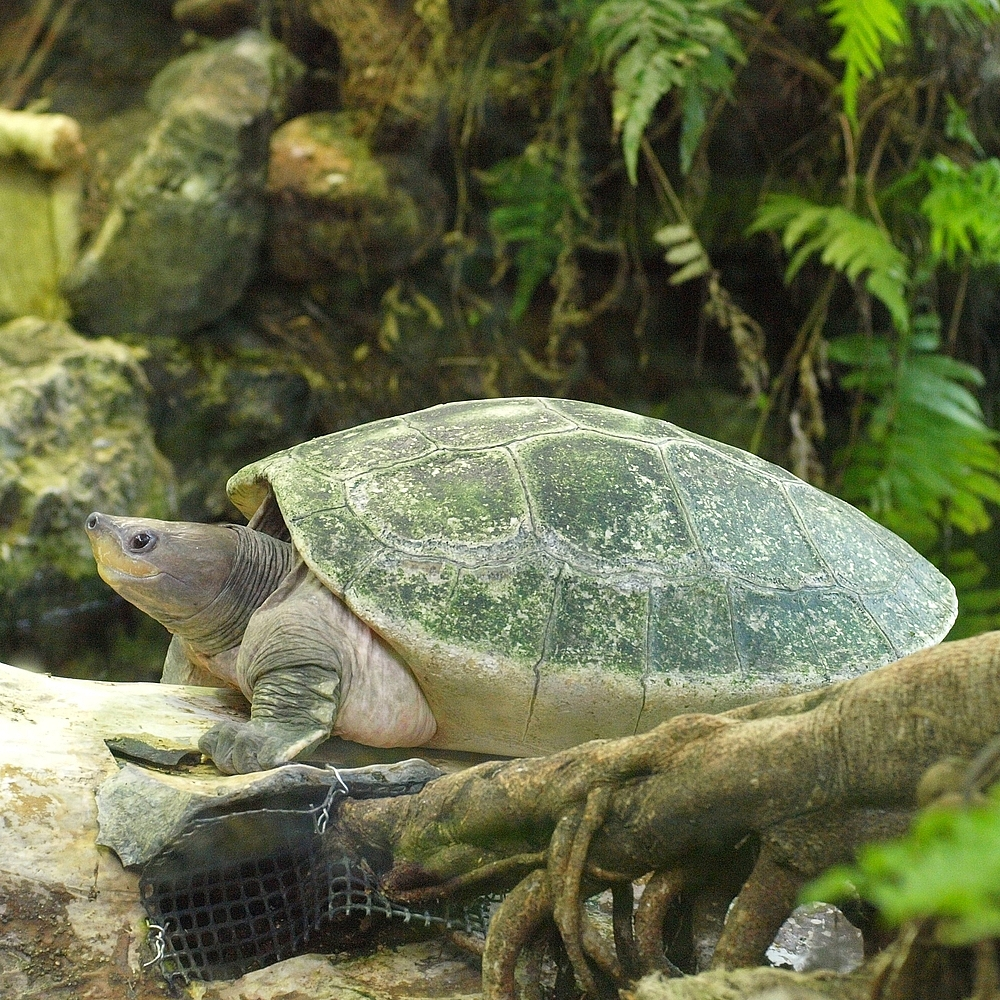
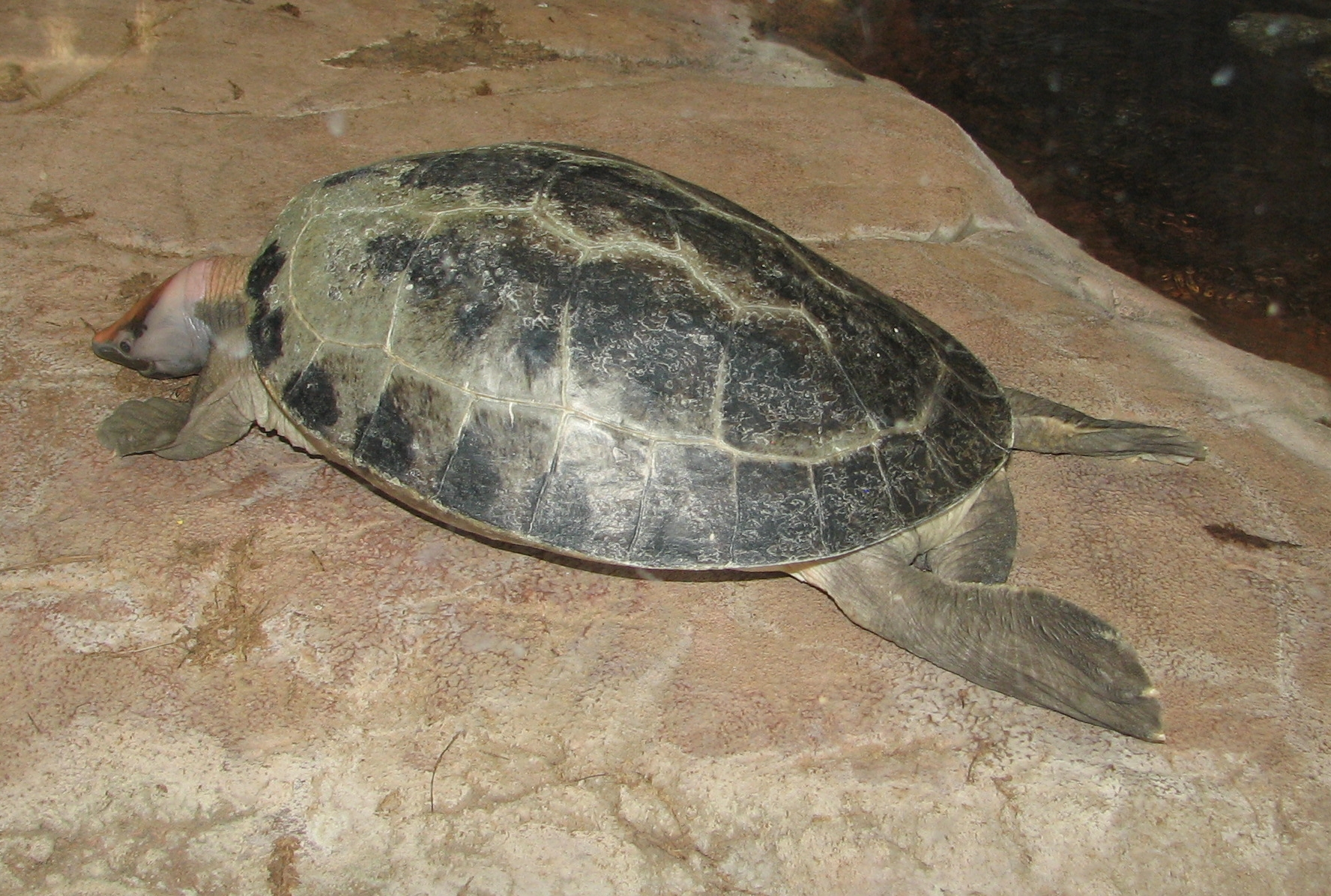
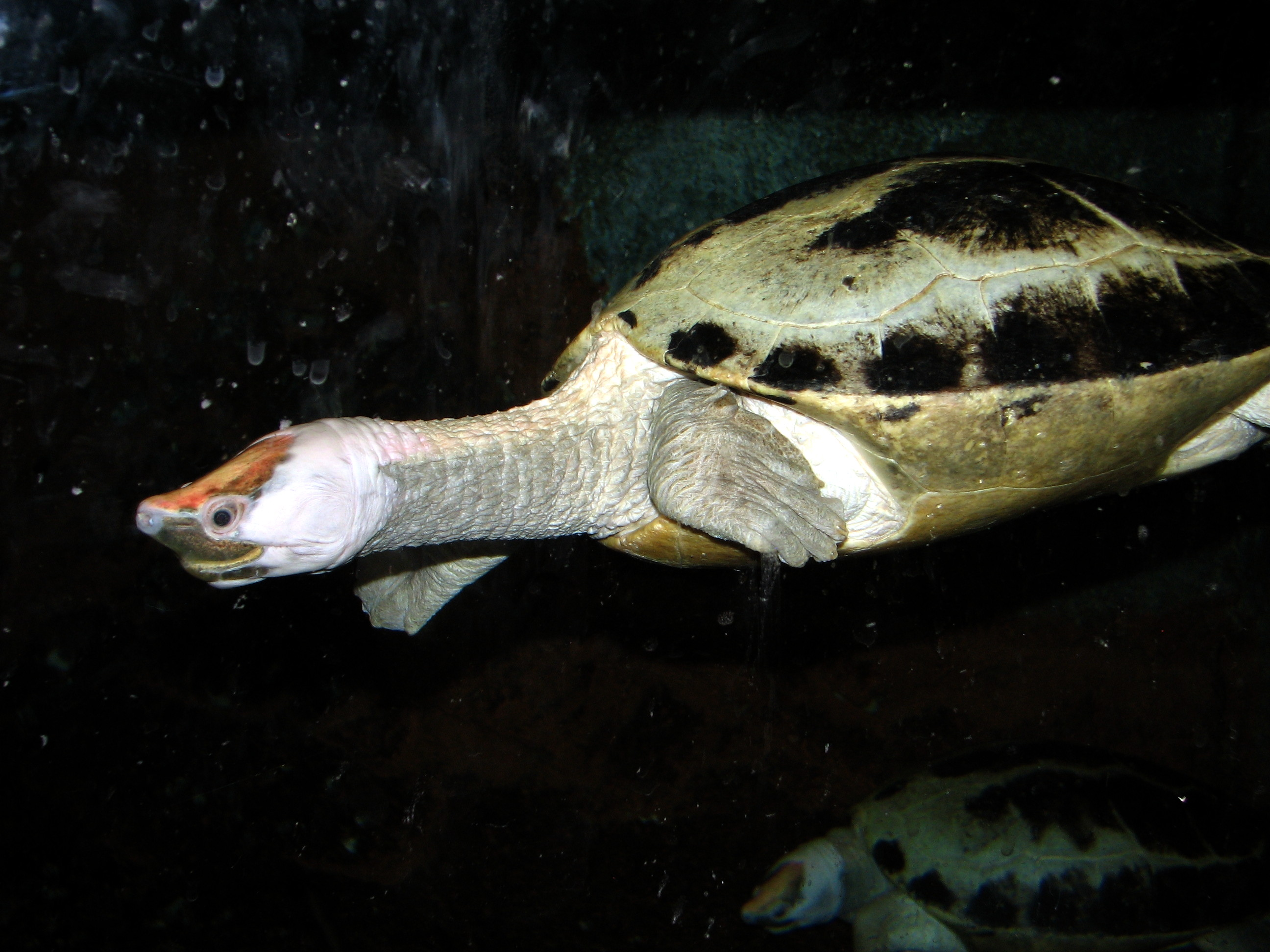
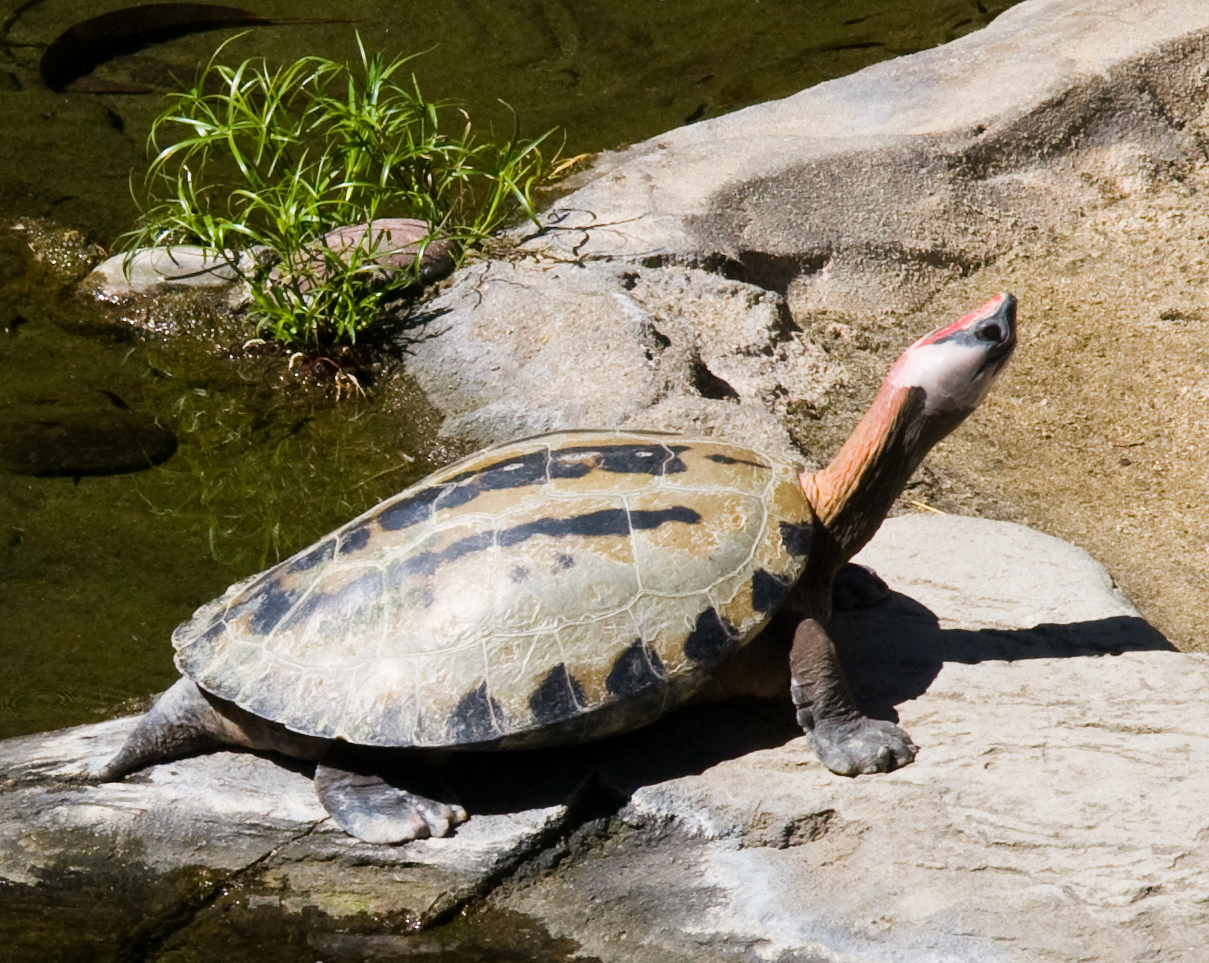